# Von Dutch
 (décembre 2013).
Si vous disposez d'ouvrages ou d'articles de référence ou si vous connaissez des sites web de qualité traitant du thème abordé ici, merci de compléter l'article en donnant les références utiles à sa vérifiabilité et en les liant à la section « Notes et références ».

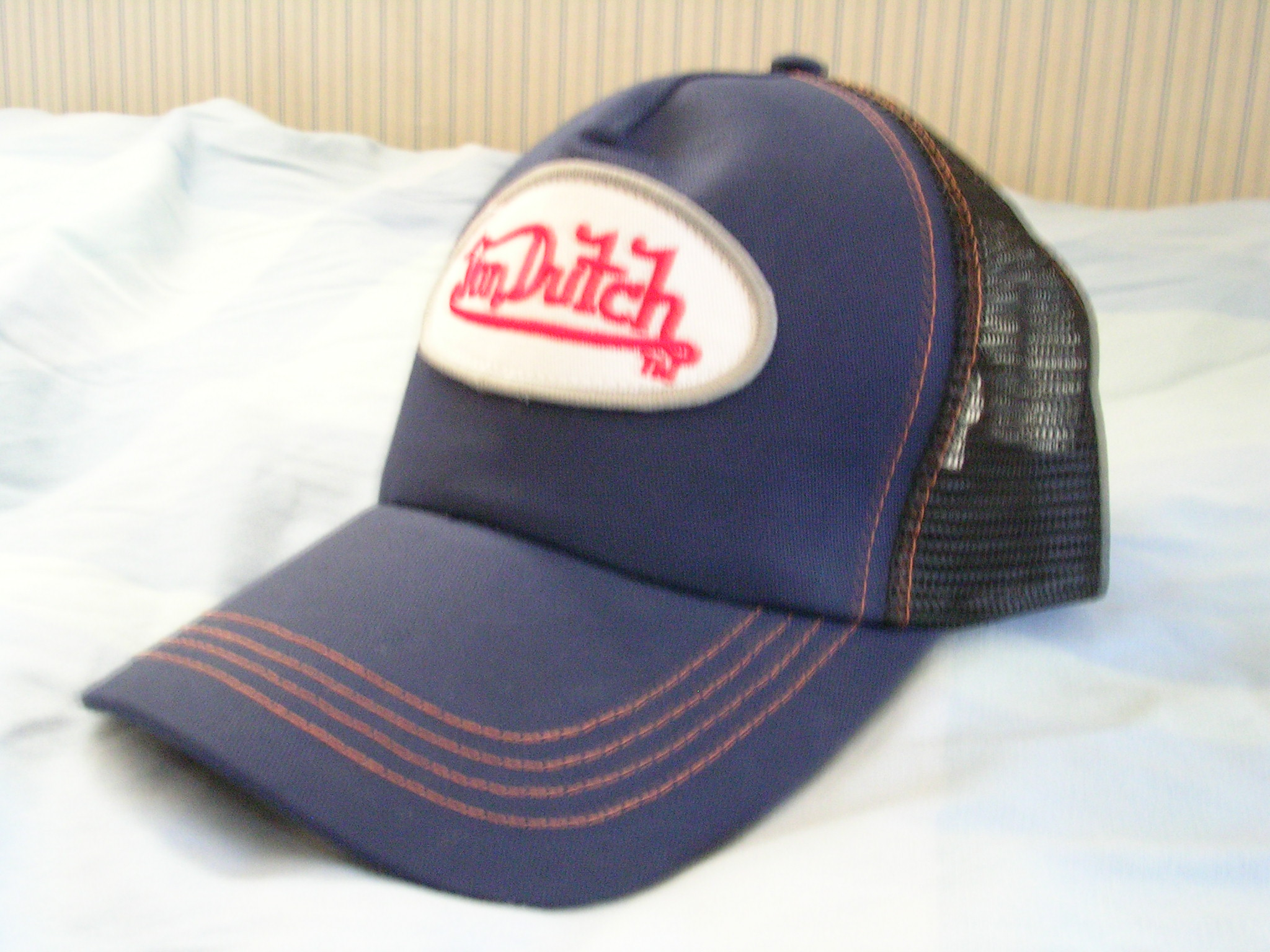
Casquette Von Dutch

Von Dutch est une société américaine de vêtements, créée en 1999 à Los Angeles

## Historique
Elle est nommée d'après Kenny Howard[réf. souhaitée], un artiste et pinstriper du mouvement Kustom Kulture. Le pinstriping consiste en l'application de très fines lignes de peinture, ou d'autres matériaux, à des fins artistiques ou et à décoration[réf. souhaitée].
Après sa mort en 1992, ses filles ont vendu le surnom de leur père à Michael Cassel et Bobby Vaughn qui en ont fait une marque de vêtements. Celle-ci a connu un regain de popularité grâce à des personnalités comme Britney Spears, Madonna, Justin Timberlake, Mike Tyson ou encore Bill Clinton qui ont été vus portant un vêtement de la marque[réf. souhaitée].
Le designer Christian Audigier, qui a contribué au succès de Von Dutch a quitté l'entreprise en 2007 pour devenir directeur artistique de la marque Ed Hardy.
En 2005, l'entreprise a lancé une boisson énergisante pour le marché américain. Mais cette boisson n'a pas eu de succès et sa fabrication fut stoppée en 2006[réf. souhaitée].
En 2009, la marque a été vendue au Groupe Royer, qui avait déjà une licence pour les chaussures Von Dutch depuis 2004. L'achat portait sur la totalité de la marque, tous produits confondus. En octobre 2009, le groupe a en effet racheté les licences textile et chaussures de Von Dutch pour le monde. Le groupe Royer a acquis la totalité des droits de la marque américaine pour l'ensemble de ses produits dans le monde en 2013.
Pendant la Semaine de la mode de Paris juin 2023 von Dutch a ouvert un Showroom de Mode dedié à l'Art Urbain
à la Cremerie de Paris N°6, place Marguerite de Navarre. Le showroom fut dessiné par le styliste de la marque Earl Pickens et les artistes d'Art Urbain Thomas Mestre (djalouz) et Nicolas Icon (onepesca).
L'évènement était accompgne d'une reception pour 500 personnes 
et d'une video ou l'acteur autrichien Milo Thurn montre en même temps le chemin depuis l'aeroport CDG vers le coeur de Paris.
En juin 2024 WSG Brands fait l'acquisition de la marque von Dutch.
Le montant de la transaction payé au groupe Boyer n'a pas été publié.
WSG Brands detient les marques von Dutch, Vintage Havana, Surf Gypsy.